# シック (剃刀)
シック（Schick）は、安全剃刀のブランド。

## 概説
アメリカの発明家であり、電気剃刀の発明者であるヤコブ・シックにより創設された。アメリカの軍人だったヤコブ・シックが、連発式ライフル銃の構造をヒントに「マガジン式連続充填型カミソリ」を発明。それまでのカミソリはブレード(刃)とハンドル(柄)が一緒になっていて、切れなくなったら自分で研いだり、メンテナンスする必要があったが、マガジン式連続充填型カミソリは、ブレードが切れなくなったら交換する構造で、簡単かつ安全な革命的な製品だった。
創業後、シックのブランドの所有権は数回の売却による変更を経て、現在は電池メーカーであるエナジャイザー・ホールディングス傘下の「エッジウェル・パーソナル・ケア」が保有している。
日本ではエナジャイザーの子会社になったシック・ジャパン株式会社が製造している。ヨーロッパではイギリスの武器メーカーであったウィルキンソン・ソード（Wilkinson Sword）の買収以降、シックブランドと同一の製品を「ウィルキンソン・ソード」のブランドで発売している。
日本での商品展開については、シック・ジャパンも参照のこと。